# 17e cérémonie des Dallas-Fort Worth Film Critics Association Awards
La 17e cérémonie des Dallas-Fort Worth Film Critics Association Awards, décernés par la Dallas-Fort Worth Film Critics Association, a eu lieu le 17 décembre 2007, et a récompensé les films réalisés dans l'année.

## Palmarès

### Meilleur film
1. No Country for Old Men
2. Juno
3. There Will Be Blood
4. Reviens-moi (Atonement)
5. Michael Clayton
6. Into the Wild
7. Le Scaphandre et le Papillon
8. Les Cerfs-volants de Kaboul (The Kite Runner)
9. L'Assassinat de Jesse James par le lâche Robert Ford (The Assassination of Jesse James by the Coward Robert Ford)
10. La Guerre selon Charlie Wilson (Charlie Wilson's War)

### Meilleur réalisateur
- Ethan et Joel Coen pour No Country for Old Men
  - Tim Burton pour Sweeney Todd : Le Diabolique Barbier de Fleet Street (Sweeney Todd: The Demon Barber of Fleet Street)

### Meilleur acteur
- Daniel Day-Lewis pour le rôle de Daniel Plainview dans There Will Be Blood

### Meilleure actrice
- Julie Christie pour le rôle de Fiona Anderson dans Loin d'elle (Away from Her)

### Meilleur acteur dans un second rôle
- Javier Bardem pour le rôle d'Anton Chigurh dans No Country for Old Men

### Meilleure actrice dans un second rôle
- Tilda Swinton pour le rôle de Karen Crowder dans Michael Clayton

### Meilleur scénario
- Juno – Diablo Cody

### Meilleure photographie
- L'Assassinat de Jesse James par le lâche Robert Ford – Roger Deakins

### Meilleur film en langue étrangère
- Le Scaphandre et le Papillon •  France

### Meilleur film d'animation
- Ratatouille

### Meilleur film documentaire
- The King of Kong (The King of Kong: A Fistful of Quarters)

### Russell Smith Award
(meilleur film indépendant) :
- Once